# Bildungsspender
Die Bildungsspender | WeCanHelp gGmbH stellt auf ihrer Website eine Internetplattform zur Verfügung, die es ihren Nutzern ermöglicht, bei jedem Online-Einkauf eine Art Spende für eine registrierte gemeinnützige Organisation ihrer Wahl zu generieren. So haben gemeinnützige Organisationen die Möglichkeit, einfach und kostenlos zusätzliche Einnahmen zu erzielen. Bildungsspender ist Partner von über 33.200 Onlinehändlern und über 13.500 gemeinnützigen Organisationen. Der Gesamtbetrag der bisher (10/2023) generierten Summe beläuft sich, nachdem er seit dem Jahr 2015 stets die Millionengrenze überschritt, auf über 13,6 Millionen Euro.

## Grundprinzip
Preisvergleichsportale und Werbeplattformen erhalten bei jedem vermittelten Einkauf im Rahmen des so genannten Affiliate-Marketing eine Provision vom Onlinehändler. Diese liegt im Durchschnitt bei etwa sechs Prozent, kann jedoch je nach Shop und Produkt deutlich abweichen. Bildungsspender hat sich dieses Konzept zu Nutze gemacht und erhält bei Online-Einkäufen, die über die Plattform gestartet werden, jeweils eine entsprechende Vergütung. Die Einnahmen jeder Transaktion werden zu neunzig Prozent an eine vom Kunden ausgewählte, registrierte Wohltätigkeitsorganisation gespendet. Die restlichen zehn Prozent verwendet Bildungsspender für die eigene Kostendeckung. Rechtlich gesehen handelt es sich nicht um eine Spende, weswegen entsprechende Bürokratie bzgl. Dokumentierung und Versteuerung entfällt.
Das genutzte Prinzip wird auch als Charity Shopping bezeichnet. Des Weiteren bietet Bildungspender/WeCanHelp sowohl dem Online-Handel als auch dem lokalen Einzelhandel ein Engagementtool an. Hierbei wird ein vorab gespendeter Betrag des Händlers durch dessen Kunden verteilt. Der Händler legt dabei fest, ob es sich um einen prozentualen Anteil vom Einkaufsbetrag oder einen fixen Betrag pro Einkauf handelt.
Bildungsspender kann sowohl mit als auch ohne Anmeldung genutzt werden. In jedem Fall wird ein anonymisierter Code an den Shop übertragen, den dieser dann im Falle einer Gutschrift an Bildungsspender zurück übermittelt. Neben der Webseite wird eine als Shop-Alarm bezeichnete Browser-Erweiterung für Firefox, Opera und Google Chrome angeboten. Weiterhin gibt es eine gemeinsame App von Bildungsspender/WeCanHelp für Android und iOS. Der Shop-Alarm erinnert die Nutzer automatisch an das Spenden, wenn sie einen Shop aufrufen, welcher bei Bildungsspender registriert ist. Ferner sind auch Direktspenden sowie Gaben via SMS, die Überlassung der Prämie einer Kreditkarte, welche Bildungsspender vermittelt, oder die Spende erworbener Payback-Punkte möglich.

## Unternehmensgeschichte
Bildungsspender entwickelte sich 2008 aus einer Elterninitiative heraus. Verantwortlicher von Beginn an ist Alexander Klement, welcher heute das Amt des Geschäftsführers bekleidet. Da aufgrund des geschäftlichen Hintergrundes eine Gründung als Verein nicht möglich war und das für die Gründung einer gemeinnützigen GmbH (gGmbH) benötigte Gesellschaftskapital nicht zur Verfügung stand, wurde eine gemeinnützige Unternehmergesellschaft (UG) gegründet. Bildungsspender war im Bundesgebiet die zweite und in Berlin die erste gemeinnützige UG, die seit Ermöglichung dieser Organisationsform gegründet wurde. Da dieses Modell der Generierung von Mitteln seinerzeit komplett neu war, mussten hierzu zahlreiche Hindernisse umfahren werden. Damit ein breiteres Feld gemeinnütziger Organisationen von diesem profitieren konnte, wurde in der Folge in den Jahren 2013/14 die Seite WeCanHelp.de ins Leben gerufen, welche seit dem auf die Seite Bildungsspender gespiegelt ist, aber diese auf absehbare Zeit nicht ersetzen wird. Bereits im ersten Jahr konnte ein knapp fünfstelliger Betrag an Spenden generiert werden. In den Jahren 2015 und 2016 konnten jeweils Beträge von über 1.000.000 Euro generiert werden. Im Oktober 2017 wurde die Übernahme des Kerngeschäftes der Boost Engagement FBX gGmbH  zum 31. Dezember 2017 bekannt, welche ein vergleichbares Konzept verfolgte, wobei die Höhe der dortigen Gaben aus Datenschutzgründen nicht in der Zählung berücksichtigt werden konnte. Zum 1. Oktober 2019 erfolgte dann die Umwandlung zur Bildungsspender | WeCanHelp gGmbH.